# Scotoleon minusculus
Scotoleon minusculus là một loài côn trùng trong họ Myrmeleontidae thuộc bộ Neuroptera. Loài này được Banks miêu tả năm 1898.